# Otilia Bădescu
Otilia Bădescu (Bucarest, 31 ottobre 1970) è una tennistavolista rumena.